# San José Ayuquila
San José Ayuquila är en kommun i Mexiko.   Den ligger i delstaten Oaxaca, i den sydöstra delen av landet, 210 km sydost om huvudstaden Mexico City.
Följande samhällen finns i San José Ayuquila:
- San Rafael
- El Centenario